# Belmont-sur-Rance
Belmont-sur-Rance település Franciaországban, Aveyron megyében. Lakosainak száma 990 fő (2022. január 1.). Belmont-sur-Rance Combret, Montlaur, Murasson, Mounes-Prohencoux, Rebourguil és Saint-Sever-du-Moustier községekkel határos.

## Népesség
A település népessége az elmúlt években az alábbi módon változott:
| Lakosok száma | 877  | 883  | 1021 | 1012 | 1018 | 1005 | 976  | 972  | 970  | 990  |
|               | 1968 | 1982 | 1990 | 2006 | 2013 | 2015 | 2017 | 2019 | 2020 | 2022 |